# 철밥그릇
철밥그릇(중국어: 鐵飯碗, 영어: iron rice bowl)은 중국어의 단어로 정년이 보장되는 일자리를 가리킨다. 원래 의미는 박봉이라도 오래 일할 수 있는 일을 포함했는데, 한국에 건너와 생긴 단어 '철밥통'은 정년이 보장될 뿐 아니라 봉급이 좋은 일자리를 가리키는 단어를 의미한다.